# Virgilijus Alekna

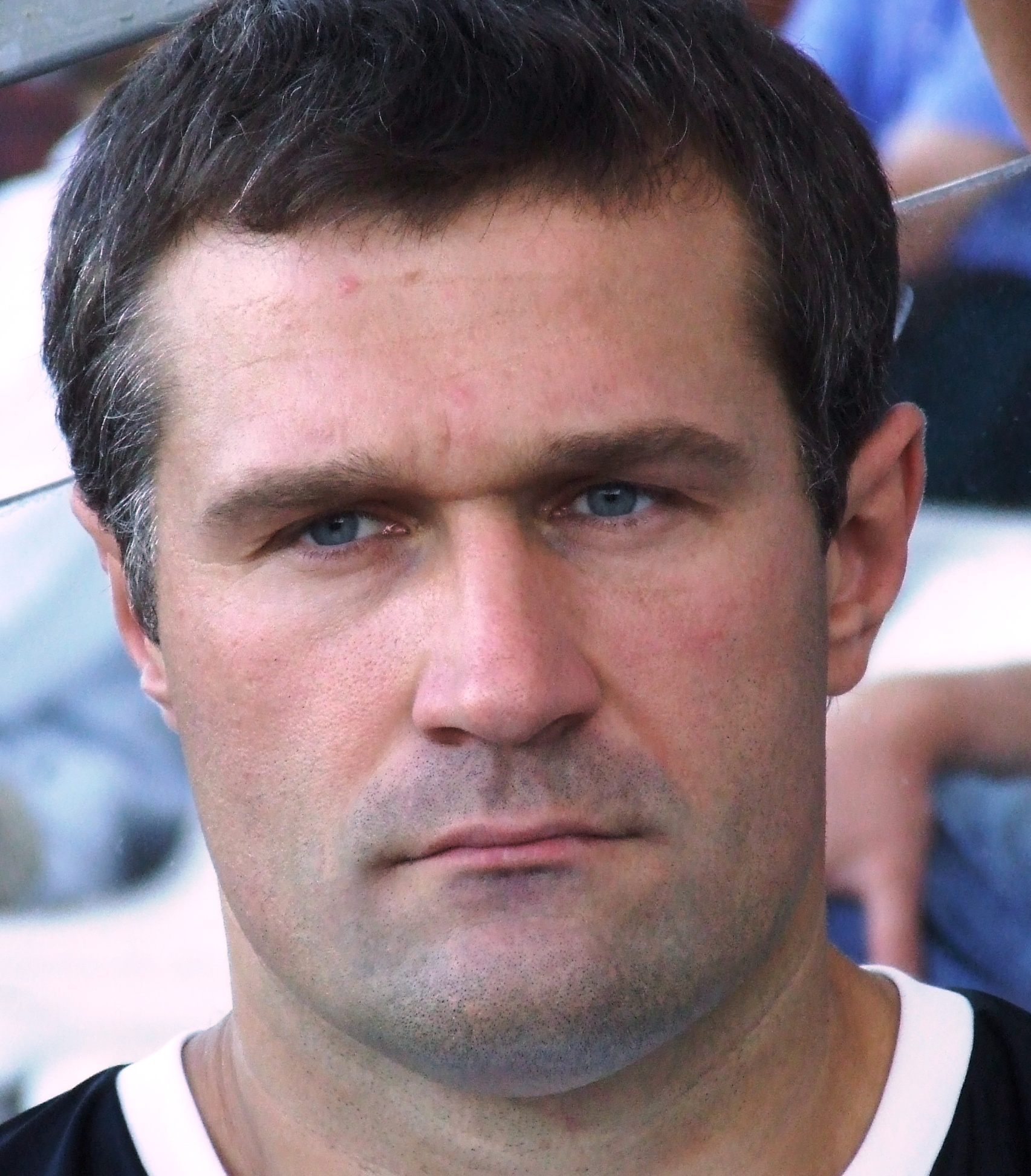
Virgilijus Alekna, Bydgoszcz 2007

Virgilius Alekna, född 13 februari 1972, Terpeikiai, Litauen är en litauisk diskuskastare. Alekna är sedan 2007 ambassadör för Unesco. Han arbetar även som livvakt åt den litauiska premiärministern. Han är gift och har två söner som båda också tävlar i diskus, världsrekordinnehavaren Mykolas Alekna och Martynas Alekna.

## Karriär
Aleknas första internationella mästerskap var EM 1994 i Helsingfors där han inte tog sig vidare från kvalet. Samma sak hände vid hans första VM som var VM i Göteborg 1995. Två år senare kom den första internationella medaljen när han blev silvermedaljör vid VM i Aten 1997 med ett kast på 66,70. Hans överman den gången var grenens store stjärna tysken Lars Riedel. Vid EM i Budapest 1998 slutade Alekna trea med ett kast på 66,46, denna gång var tyskarna Riedel och världsrekordsinnehavaren Jürgen Schult hans övermän. Hans tredje VM i Sevilla 1999 räckte hans 67,53 inte till medalj utan han slutade först på fjärde plats.
Alekna deltog vid Olympiska sommarspelen 2000 i Sydney där hans 69,30 räckte till guld och han bröt därmed Riedels dominans i sporten. Samma år noterade Alekna sitt personliga rekord när han vid tävlingar i Kaunas kastade hela 73,88. Kastet är det nästlängsta någon kastat efter Schultz världsrekord på 74,08. Trots framgångarna under 2000 var det Riedel som vid VM 2001 till slut vann guldet på ett kast som mätte 69.72. Alekna slutade på andra plats med ett kast på 69,40.
Vid EM 2002 var det ungraren Róbert Fazekas som förstörde tävlingen för Alekna när han kastade 68,83, Alekna blev denna gång åter tvåa på ett kast som mätte 66,62. Däremot blev han världsmästare 2003 med ett kast på 69,69. Reidel som kunde bli historisk med sex VM-guld slutade först på fjärde plats. 
Under Olympiska sommarspelen 2004 i Aten slutade Robert Fazekas först som segrare men fastnade sedan i ett dopingtest och Alekna som först slutat som tvåa tilldelades guldmedaljen och det olympiska rekordet med sitt kast på 69,89. Vid VM 2005 i Helsingfors försvarade Alekna sitt guld från Paris när han kastade 70.17 vilket även blev nytt VM-rekord. Vid EM i Göteborg lyckades Alekna även bli Europamästare med ett kast på 68,67. 
Efter framgången 2006 då Alekna var regerande olympisk mästare samt världs- och europamästare blev 2007 ett dystert år då han för första gången sedan 1999 missade en medalj vid ett internationellt mästerskap. Vid VM 2007 i Osaka slutade han fyra och hans 65,24 var 1,2 meter från Rutger Smiths bronskast. 
Alekna deltog vid Olympiska sommarspelen i Peking 2008 där hans 67,79 räckte till en bronsmedalj slagen av Gerd Kanter och Piotr Małachowski.
Han deltog vid VM 2009 men blev då bara fyra efter ett kast på 66,36 meter. Han avslutade friidrottsåret med att vinna guld vid IAAF World Athletics Final 2009.